# Chaplygin (månekrater)
Chaplygin er et stort nedslagskrater på Månen. Det befinder sig på Månens bagside og er opkaldt efter den sovjetiske matematiker Sergej Chaplygin (1869 – 1942).
Navnet blev officielt tildelt af den Internationale Astronomiske Union (IAU) i 1970. 

## Omgivelser
Chaplyginkrateret ligger sydøst for den enorme bjergomgivne slette Mendeleev, omtrent midtvejs mellem Schliemannkrateret mod nordøst og Marconikrateret mod sydvest. Det har nogenlunde samme størrelse som Albategnius på Månens forside.

## Karakteristika
Chaplygins rand er næsten cirkulær men med en ujævn kant. Den indre kratervæg har terrasser langs det meste af omkredsen, men denne opbygning er noget forstyrret i den sydlige side. Randen er kun lidt eroderet af nogle få kratere langs kanten. Undtagelsen er "Chaplygin K", som er trængt ind i den indre væg langs den sydøstlige side. Kraterbunden er jævn og glat i sammenligning med det forrevne terræn, som ligger uden for krateret. Der findes en central top nær kraterets midtpunkt, og der ligger nogle få småkratere spredt over kraterbunden.

## Satellitkratere
De kratere, som kaldes satellitter, er små kratere beliggende i eller nær hovedkrateret. Deres dannelse er sædvanligvis sket uafhængigt af dette, men de får samme navn som hovedkrateret med tilføjelse af et stort bogstav. På kort over Månen er det en konvention at identificere dem ved at placere dette bogstav på den side af satellitkraterets midte, som ligger nærmest hovedkrateret. Chaplyginkrateret har følgende satellitkratere:
| Chaplygin | Længde | Bredde   | Diameter |
| --------- | ------ | -------- | -------- |
| K         | 7,7° S | 151,2° Ø | 19 km    |
| Q         | 7,7° S | 147,8° Ø | 12 km    |
| Y         | 2,8° S | 149,7° Ø | 29 km    |

## Måneatlas
- Billeder af Chaplyginkrateret i LPI-måneatlasset